# Furigana

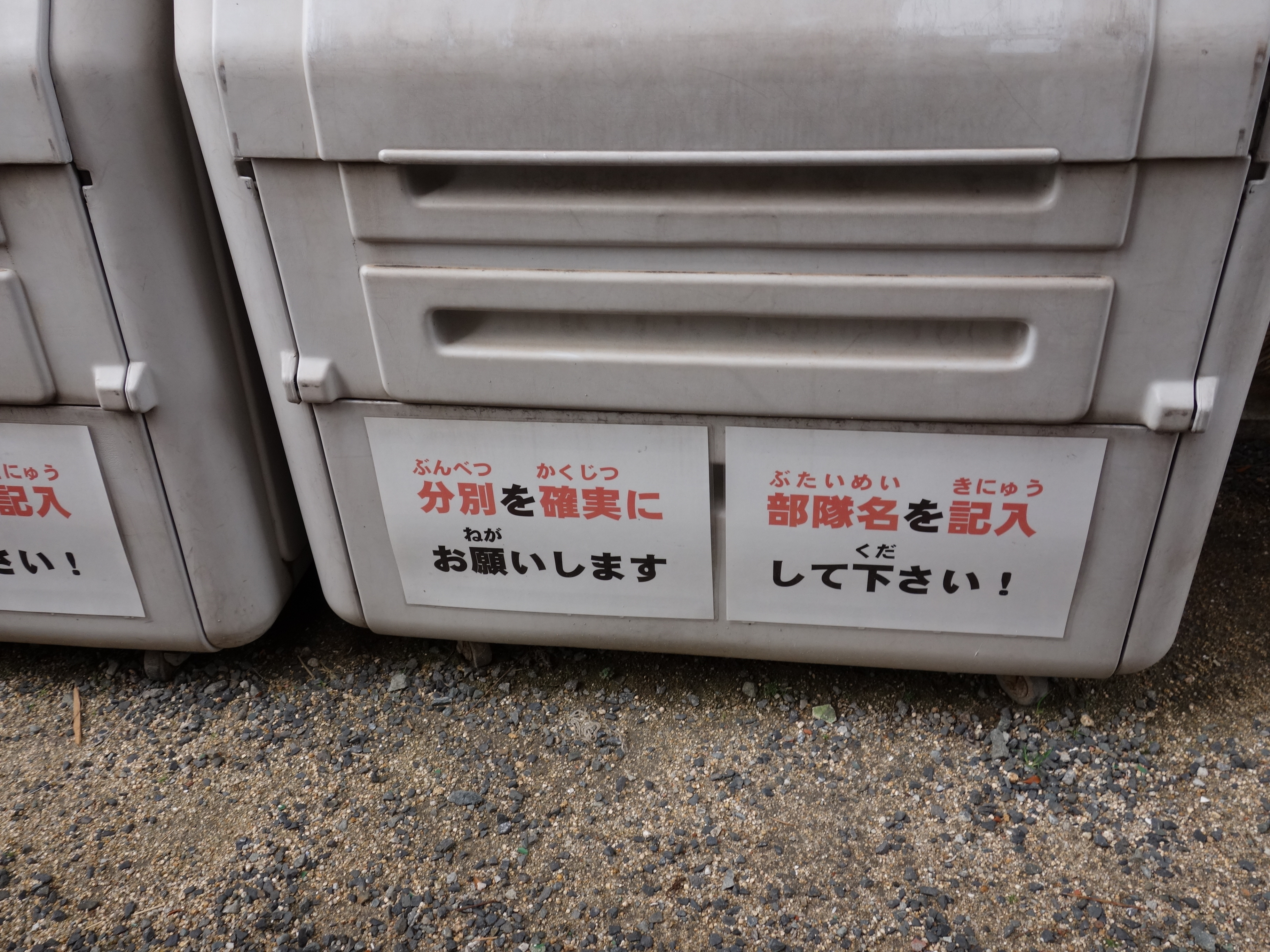
Hiragana

Nella scrittura giapponese, i furigana (振り仮名?) (detti anche yomigana (読み仮名?) o rubi (ルビ?)) sono piccoli kana stampati in prossimità di kanji o altri caratteri per indicarne la pronuncia quando il rispettivo kanji non è molto noto, o per forzarne una pronuncia differente. Nei testi scritti in orizzontale (yokogaki) sono solitamente posizionati sopra le linee di testo mentre nella scrittura verticale (tategaki) sono posizionati alla destra della colonna di testo, come mostrato nella figura sottostante.
Nelle pubblicazioni per bambini (tra cui i fumetti) ed anche in alcuni manuali di istruzioni dei videogiochi, i furigana accompagnano praticamente ogni kanji (compresi quelli più usati in Giapponese). Così facendo, queste pubblicazioni aiutano i giovani (e anche gli stranieri) nello studio dei kanji.
Solitamente si utilizza l'hiragana, a eccezione di combinazioni di kanji pensate per esser lette in modo "improprio".
| かん |
| 漢   |

| じ |
| 字 |